# اسرای جنگی آلمانی در اتحاد جماهیر شوروی

زندانی بازگشته به آلمان در سال ۱۹۵۵

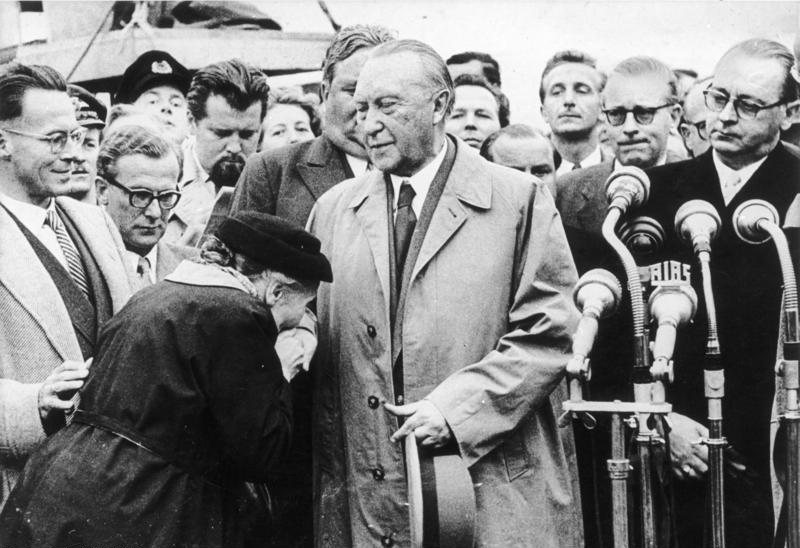
مادر یک زندانی در ۱۴ سپتامبر ۱۹۵۵، از کنراد آدناور پس از بازگشتش از مسکو تشکر می‌کند. آدناور موفق شده بود مذاکرات برای آزادی اسرای آلمانی را به پایان برساند ودر پایان آن سال، ۱۵٬۰۰۰ غیرنظامی و اسیران جنگی آلمانی را آزاد سازد.

حدود سه میلیون اسیر جنگی آلمانی توسط شوروی به اسارت گرفته شدند که اکثر آنها نیز در سال پایانی جنگ و در پی پیروزی‌های پیاپی ارتش سرخ اتفاق افتاد. این اسرا چه در دوران جنگ و چه پس از آن به عنوان نیروی کار برای تأمین هزینه‌ها مورد استفاده قرار گرفتند. تا سال ۱۹۵۰ تقریباً تمام اسیران بازمانده آزاد شدند و آخرین زندانیان نیز در سال ۱۹۵۶ آزاد شدند. براساس اعلام اتحاد جماهیر ۳۸۱٬۰۶۷ تن از ارتش آلمان نازی در کمیساریای خلق در امور داخلی کشته شدند که از این تعداد ۳۵۶٬۷۰۰ نفر آلمانی و ۲۴٬۳۶۷ تن نیز از ملیت‌های دیگر بودند. مورخ آلمانی رودیگر اورمانس معتقد است که کاملاً قابل قبول و در عین حال اثبات نشده‌است که یک میلیون نفر تحت بازداشت شوروی درگذشته باشند. او همچنین معتقد است که در میان افرادی که مفقودالاثر شده‌اند، مردانی نیز وجود داشته‌اند که به عنوان اسیر جنگی درگذشتند.